# Alain Gottvallès
Alain Gottvallès, né le 22 mars 1942 à Casablanca au Maroc et mort le 28 février 2008 à Aubenas, est un nageur français spécialiste des épreuves de sprint en nage libre. Il était licencié au Racing Club de France.

## Biographie
Il commence à nager en 1952, à Casablanca.
Le 10 août 1962, à Thionville, il bat le record d’Europe du 100 mètres nage libre, en 55 secondes. Le même jour, en compagnie de Gérard Gropaiz, Jean-Pascal Curtillet et Robert Christophe, il bat le record du monde du 4 × 100 mètres nage libre, en 3 min 42 s 5.
Quelques jours plus tard, lors des championnats d'Europe 1962 organisés à Leipzig, le Français conquiert le titre continental sur 100 m nage libre. En 55 secondes, il devance le Suédois Per-Ola Lindberg et le Néerlandais Ronald Kroon. Par ailleurs, aligné au sein des relais 4 × 100 m et 4 × 200 m nage libre avec les trois mêmes partenaires qu'à Thionville, il décroche respectivement la médaille d'or et la médaille d'argent. 
Il est médaillé de bronze du 200 mètres nage libre aux Jeux de l'Amitié en 1963 à Dakar.
Le 13 septembre 1964 à Budapest, le nageur français établit le meilleur temps de l'histoire sur 100 m nage libre au départ d'un relais. En 52 secondes et 9 dixièmes, il s'approprie la marque jusque-là détenue par le Brésilien Manuel dos Santos. Un mois plus tard, il aborde donc les Jeux olympiques de Tokyo en tant que recordman du monde. Il ne prend pourtant que la cinquième place lors de la finale du 100 mètres remportée par l'Américain Don Schollander. Sur l'épreuve du 4 × 100 m nage libre, le quatuor français est disqualifié et n'accède donc pas au podium. Gottvallès décide de prendre sa retraite après ces deux échecs.
En 1965 et 1967, après sa retraite, il tourna dans deux films.
Il meurt le 29 février 2008 des suites d'un cancer des os.

## Palmarès

### Championnats d'Europe de natation
- Championnats d'Europe 1962 à Leipzig (Allemagne de l'Est) :
  -  Médaille d'or du 100 m nage libre.
  -  Médaille d'or du relais 4 × 100 m nage libre.
  -  Médaille d'argent du relais 4 × 200 m nage libre.

### Jeux méditerranéens
- Naples 1963 :
  -  Vainqueur du 100 m nage libre, en 56 secondes et 3 centiemes
  -  Vainqueur du relais 4 × 200 m, en 8 min 28 s 30
  -  Médaille d'argent du relais 4 × 100 m 4 nages, en 4 min 15 s 10

### Jeux de l'Amitié
- Dakar 1963
  -  Médaille de bronze sur 200 m nage libre

### Championnats de France
- Champion de France d'hiver du 50 m nage libre en 1963 et 1964
- Champion de France du 100 m nage libre en 1962, 1963 et 1964
- Champion de France du 200 m nage libre en 1962
- Champion de France au relais 4 × 100 m nage libre en 1964 et 1965
- Champion de France au relais 4 × 200 m nage libre en 1962 et 1963

## Records
- Record du monde du 100 m nage libre : 52 s 9 le 13 septembre 1964 à Budapest (Hongrie).
  - Ce record est battu le 27 juillet 1967 par l'Américain Kenneth Walsh.
- Record du monde du 4 × 100 mètres nage libre : 3 min 42 s 5 le 10 août 1962 à Thionville (France).
  - Ce record est battu le 4 juillet 1963 par une équipe américaine.

## Sources
- « Alain Gottvallès est décédé », sur lequipe.fr, 2 mars 2008